# Großer Kriegsverbrecherprozess (Kopenhagen)
Als Großer Kriegsverbrecherprozess wird das im Jahr 1948 geführte Gerichtsverfahren vor dem Kopenhagener Amtsgericht gegen die vier deutschen Angeklagten Werner Best, Hermann von Hanneken, Günther Pancke und Otto Bovensiepen bezeichnet. Sie wurden für in Dänemark begangene Verbrechen während der deutschen Besetzung Dänemarks verurteilt, wobei Hanneken in der Berufungsverhandlung freigesprochen wurde.

## Rechtsgrundlage
Dänemark trat im September 1945 dem Londoner Statut vom 8. August 1945 zur Strafverfolgung der Hauptkriegsverbrecher bei. Gemäß diesem und der vorhergehenden Moskauer Erklärung sollten Kriegsverbrecher in den Ländern vor nationale Gerichte gestellt werden, in denen sie Kriegsverbrechen begangen hatten. Am 12. Juli 1946 wurde in Anlehnung an das IMT-Statut und das norwegische Gesetz zur Verfolgung von Kriegsverbrechern das dänische Kriegsverbrechergesetz, das Berufungsmöglichkeiten zuließ, in Kraft gesetzt. Der dänische Gesetzgeber ging weiter als das IMT-Statut, ließ aber den Anklagepunkt der Verschwörung aus. Kriegsverbrechen waren demnach Verbrechen, die gegen die Vorschriften des Völkerrechts verstießen sowie dänische Interessen beschädigt hatten. Weiterhin sollten bestraft werden:

## Prozess
Der Prozess fand vor dem Kopenhagener Amtsgericht (Byret) vom 16. Juni bis zum 20. September 1948 unter Vorsitz von Richter Olaf Bærentsen statt und wurde auch das „dänische Nürnberg“ genannt. Vom 9. Mai bis 18. Juli 1949 fand die Berufungsverhandlung vor dem Oberlandesgericht Ost (Østre Landsret) statt und das Urteil in der Revisionsverhandlung von Best und Bovensiepen erging am 17. März 1950 durch das Højesteret.
|                                | Angeklagte                                             | Angeklagte                           | Angeklagte                                                   | Angeklagte                                                     |
| Werner Best                    | Hermann von Hanneken                                   | Günther Pancke                       | Otto Bovensiepen                                             |                                                                |
| ------------------------------ | ------------------------------------------------------ | ------------------------------------ | ------------------------------------------------------------ | -------------------------------------------------------------- |
| Funktion in Dänemark:          | Reichsbevollmächtigter 1940–45                         | Wehrmachtsbefehlshaber 1942–45       | Höherer SS- und Polizeiführer 1943–45                        | Leiter Sipo und SD 1944–45                                     |
| Anklagepunkte:                 | Veranlassung der Deportation von Juden und Gegenterror | Deportation der dänischen Polizisten | Deportation der dän. Polizisten und Asozialer; Mißhandlungen | Deportation der dän. Polizisten und Asozialer; Folter und Mord |
| Urteil 20. September 1948:     | Todesurteil                                            | 8 Jahre                              | 20 Jahre                                                     | Todesurteil                                                    |
| Berufungsurteil 18. Juli 1949: | 5 Jahre                                                | Freispruch                           | 20 Jahre                                                     | lebenslänglich                                                 |
| Revisionsurteil 17. März 1950: | 12 Jahre                                               | -                                    | -                                                            | lebenslänglich                                                 |
| Haftentlassung:                | 24. August 1951                                        | -                                    | Juni 1953                                                    | 1. Dezember 1953                                               |